# NFL sezona 1953.
NFL sezona 1953. je 34. po redu sezona nacionalne lige američkog nogometa. 
Sezona je počela 27. rujna 1953. Utakmica za naslov prvaka NFL lige odigrana je 27. prosinca 1953. u Detroitu u Michiganu na Briggs Stadiumu. U njoj su se sastali pobjednici istočne konferencije Cleveland Brownsi i pobjednici zapadne konferencije Detroit Lionsi. Pobijedili su Lionsi rezultatom 17:16 i osvojili svoj treći naslov prvaka NFL-a.
Momčad Dallas Texansa se gasi nakon samo jedne sezone natjecanja (1952.), a nju u 1953. zamjenjuju Baltimore Coltsi. Također, istočna i zapadna konferencija su promijenile ime u Američka i Nacionalna konferencija.

## Poredak po divizijama na kraju regularnog dijela sezone
| Istočna konferencija |     |     |     |      |     |     |
| Momčad               | Pob | Por | Ner | %    | P+  | P-  |
| Cleveland Browns*    | 11  | 1   | 0   | 91,7 | 348 | 162 |
| Philadelphia Eagles  | 7   | 4   | 1   | 63,6 | 352 | 215 |
| Washington Redskins  | 6   | 5   | 1   | 54,5 | 208 | 215 |
| Pittsburgh Steelers  | 6   | 6   | 0   | 50,0 | 211 | 263 |
| New York Giants      | 3   | 9   | 0   | 25,0 | 179 | 277 |
| Chicago Cardinals    | 1   | 10  | 1   | 9,1  | 190 | 337 |

| Zapadna konferencija |     |     |     |      |     |     |
| Momčad               | Pob | Por | Ner | %    | P+  | P-  |
| Detroit Lions*       | 10  | 2   | 0   | 83,3 | 271 | 205 |
| San Francisco 49ers  | 9   | 3   | 0   | 75,0 | 372 | 237 |
| Los Angeles Rams     | 8   | 3   | 1   | 72,7 | 366 | 236 |
| Chicago Bears        | 3   | 8   | 1   | 27,3 | 218 | 262 |
| Baltimore Colts      | 3   | 9   | 0   | 25,0 | 182 | 350 |
| Green Bay Packers    | 2   | 9   | 1   | 18,2 | 200 | 338 |

Napomena: * - pobjednici konferencije, % - postotak pobjeda, P± - postignuti/primljeni poeni

## Prvenstvena utakmica NFL-a
- 27. prosinca 1953. Detroit Lions - Cleveland Browns 17:16

## Statistika

### Statistika po igračima

#### U napadu
- Najviše jarda dodavanja: Otto Graham, Cleveland Browns - 2722
- Najviše jarda probijanja: Joe Perry, San Francisco 49ers - 1018
- Najviše uhvaćenih jarda dodavanja: Pete Pihos, Philadelphia Eagles - 1049

#### U obrani
- Najviše presječenih lopti: Jack Christiansen, Detroit Lions - 12

### Statistika po momčadima

#### U napadu
- Najviše postignutih poena: San Francisco 49ers - 372 (31,0 po utakmici)
- Najviše ukupno osvojenih jarda: Philadelphia Eagles - 400,9 po utakmici
- Najviše jarda osvojenih dodavanjem: Philadelphia Eagles - 257,4 po utakmici
- Najviše jarda osvojenih probijanjem: San Francisco 49ers - 185,8 po utakmici

#### U obrani
- Najmanje primljenih poena: Cleveland Browns - 162 (13,5 po utakmici)
- Najmanje ukupno izgubljenih jarda: Philadelphia Eagles - 249,8 po utakmici
- Najmanje jarda izgubljenih dodavanjem: Washington Redskins - 146,0 po utakmici
- Najmanje jarda izgubljenih probijanjem: Philadelphia Eagles - 93,1 po utakmici

## Vanjske poveznice
- Pro-Football-Reference.com, statistika sezone 1953. u NFL-u
- NFL.com, sezona 1953.